# جیمز کمبل، بارونت اول
جیمز کمبل، بارونت اول (انگلیسی: Sir James Campbell, 1st Baronet; ۲۵ مهٔ ۱۷۶۳ – ۵ ژوئن ۱۸۱۹) سیاستمدار و افسر اهل پادشاهی متحد بریتانیای کبیر و ایرلند بود.